# 大野将平
大野 将平（おおの しょうへい、1992年〈平成4年〉2月3日 - ）は、山口県山口市出身の日本の柔道家。階級は73kg級。身長170cm。血液型はO型。組み手は右組み。段位は五段。得意技は大外刈と内股。現在は旭化成に所属。

## 経歴

### 高校まで
柔道は7歳の時に松美柔道スポーツ少年団で始めた。道場の2年先輩には後に無差別の世界チャンピオンとなる上川大樹がいた。山口市立良城小学校卒業後、2歳上の兄である哲也を追って上京すると、講道学舎の所属となった。指導者の持田治也によれば、入学当初の大野は同じ学年の選手8名のうち7番手に過ぎなかったものの、弦巻中学の2年生になる頃には一切妥協せず常に真剣勝負を挑んでくる大野の姿勢に躊躇して、上級生を含めた他の選手が大野と組み合うのを避ける傾向が出てくるなど、その存在感を示すようになってきたという。一方で本人によれば、この当時はあまりの辛さに泣いていた記憶しかないという。2年の時に出場した近代柔道杯では5位となった。3年の時には東京都大会決勝で国士舘中学3年の伊左次雄介に旗判定で敗れて2位にとどまった。団体戦では全国中学校柔道大会とマルちゃん杯で5位に入った。
世田谷学園高校へ進み、1年の時に金鷲旗の準々決勝で東海大相模高校と対戦すると、同じ1年の羽賀龍之介に指導2で敗れ、チームも5位にとどまった。全国高校選手権の団体戦では3回戦で敗れた。2年の時にはインターハイ73kg級の準々決勝で鶴来高校3年の森下純平をGSに入ってから有効で破るなどして決勝まで進むと、清風高校3年の垣田恵祐を隅返で破って優勝を果たした。全国高校選手権の団体戦では5位だった。3年の時は、またしても東京都大会決勝で伊左次雄介に敗れて2位にとどまりインターハイは出場できなかった。。

### 大学時代

#### 大学1年
2010年には天理大学へ進学。1年の時にはフランスジュニア国際で優勝すると、グランドスラム・東京にも出場して5位となった。この当時、全日本代表チームの監督だった大学の先輩でもある篠原信一に、特例でジュニアからシニアの強化指定選手に引き上げて貰ったことでシニアの合宿にも参加してより力を蓄えていった。

#### 大学2年
2年の時には全日本ジュニアで優勝すると、世界ジュニアでも優勝を果たした。2012年2月にはワールドカップ・オーバーヴァルトに出場して、シニアの国際大会初優勝を飾った。

#### 大学3年
3年の時には6月の優勝大会の準々決勝で日本大学と対戦すると、100kg超級の原沢久喜に技ありで敗れるなどしてチームは5位にとどまった。11月の講道館杯決勝で大学の1年後輩である土井健史に内股で一本勝ちして初優勝を飾った。12月のグランドスラム・東京では、決勝で綜合警備保障の中矢力に小外刈で技ありを取った後に大外刈で一本勝ちして、グランドスラム大会初優勝を飾った。

#### 大学4年
4年の時には5月の体重別準決勝で筑波大学4年の西山雄希に指導1で敗れて3位に終わったが、国際大会などでの実績が評価されて世界選手権代表に選ばれた。8月の世界選手権では、初戦で元世界チャンピオンである韓国の王己春と対戦すると、苦し紛れに掛け逃げを連発する王に反則勝ちを収めた。続く2戦は内股と反則勝ちで勝利すると、準々決勝では元世界2位であるオランダのデックス・エレモントと対戦した。お互いに有効を取りあった後に指導2でリードされるも、終了10秒前に指導を取り返してポイントで並びGSに突入すると、払腰で一本勝ちした。準決勝では元世界3位であるベルギーのディルク・バンティヘルトを大外刈で豪快に畳に叩きつけると、決勝ではロンドンオリンピック銅メダリストであるフランスのウゴ・ルグランに対して、内股で有効をとった後に跳腰で破り、6試合オール一本勝ちで優勝を飾った。この際に、｢前に出る攻撃的な柔道ができた。全て一本で勝てたことは満足している。勝ち続ける選手になりたい。もっと強くなってリオ五輪でまたここに戻って来たい｣と語った。なお、世界団体において90kg級の西山将士がケガのため出場できず、チームは4人での戦いを強いられて3位にとどまったが、こちらでも4戦全て一本勝ちして、個人戦と団体戦の計10試合をオール一本勝ちで飾ることになった。
その直後に後述の天理大学柔道部の暴行事件発覚で、強化指定選手取消、停学、活動停止、主将解任の処分となった。一方で、フランスの柔道雑誌であるL'Esprit du Judoに世界大会7連覇を達成したことで2013年の最優秀男子選手に選ばれた100kg超級のテディ・リネールは、｢自分なら大野を最優秀選手に選出する。世界選手権で見せた力強い組み手から繰り出される技の数々は非常に印象に残り、なおかつ魅力的なものだった｣と語った。

### 社会人時代

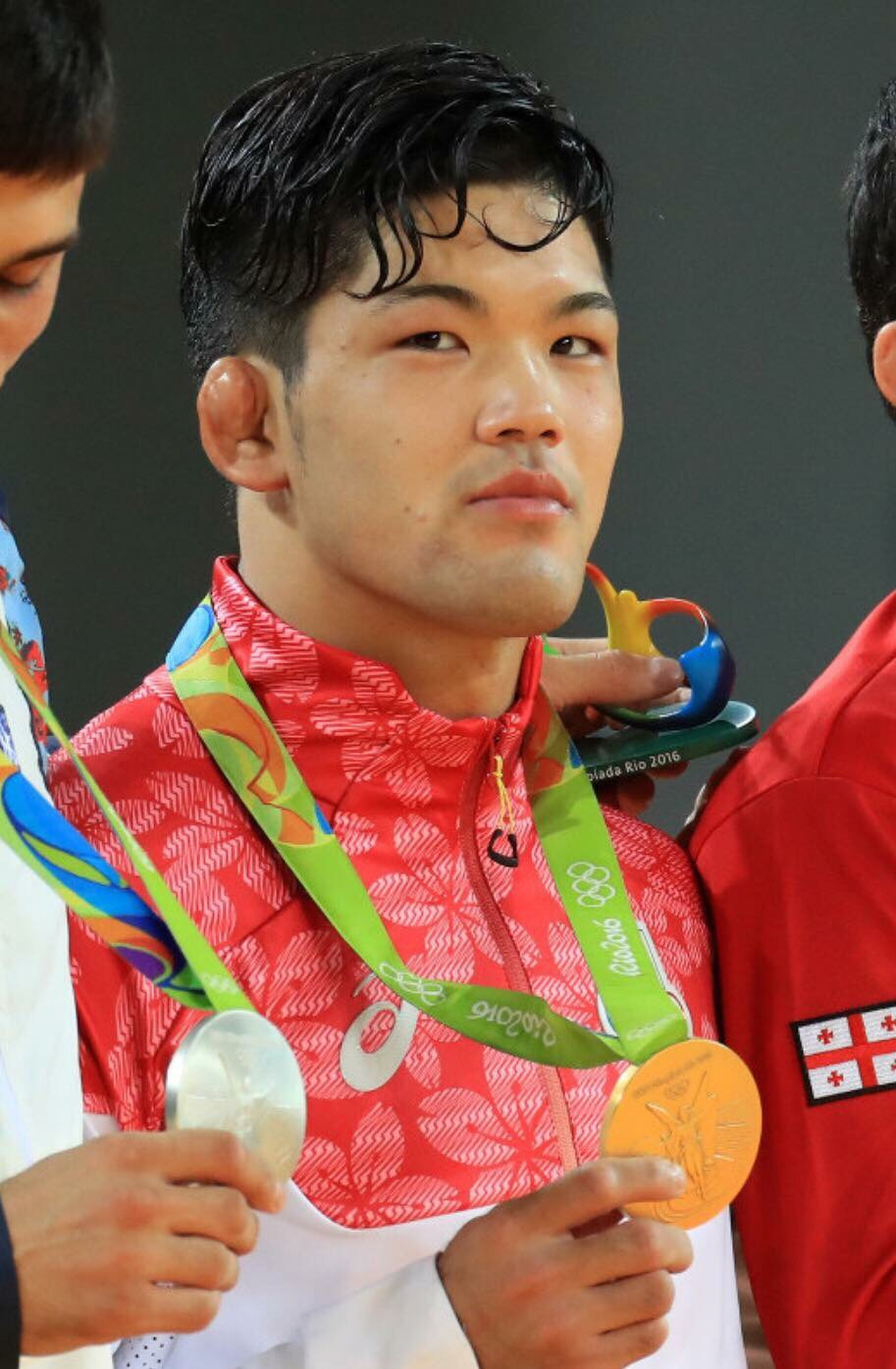
リオデジャネイロオリンピックの表彰式にて

#### 2014年
大学を卒業後、2014年からは旭化成の所属となった。暴力問題以降初の大会出場となった4月の選抜体重別では、決勝で中矢に指導3までとった後に浮落で一本勝ちして今大会初優勝を飾り、世界選手権代表に選出された。続いて、世界チャンピオンになったことから推薦により無差別で争われる全日本選手権に出場すると、2回戦で了徳寺学園職員である100kg級の穴井亮平を判定で破るものの、3回戦で今大会優勝した100kg超級の王子谷剛志に指導3で敗れた。なお、王子谷は今大会で大野のみ一本勝ちができなかった。8月の世界選手権では初戦の2回戦でポーランド選手に腕挫十字固、3回戦でモンゴルのサインジャルカル・ニャムオチルを指導2で破ったが、4回戦で韓国の李栄淮に出足払でよもやの一本負けを喫して2連覇はならなかった。世界団体では準決勝まで勝利するも、決勝で地元ロシアのデニス・ヤルツェフと対戦すると内股で技ありを先取しながら大外返で有効、大外巻込で技ありを取られて逆転負けを喫したものの、チームは3－2で優勝を飾った。なお、今大会前にロサンゼルスオリンピックの60kg級金メダリストである指導者の細川伸二から「お前はもう強くならん」と言われたことがショックで、それを消化できずに大会に臨んだ。試合では前年以上に圧倒的な勝利を収めようと意気込み過ぎて色気や隙が出てしまって敗れたことで、細川が言ったことはこういうことだったのかとも思い巡らせた。細川からはその言葉の真意を結局聞き出せなかったが、｢今の力をそのまま出せば充分に世界で勝てるのだから、コンディショニングやピーキングをしっかりとして、大事な試合のときに一番自分の力を出せるようにだけ意識しろ｣と解釈することによって自らを納得させた。12月のグランドスラム・東京では、決勝で了徳寺学園職員の秋本啓之に背負投の有効で敗れて2位にとどまった。

#### 2015年
2015年2月のグランプリ・デュッセルドルフでは、準々決勝までの3試合を一本勝ちすると、準決勝では韓国の安昌林に大内刈の技ありで勝利すると、決勝ではグルジアのヌグザリ・タタラシビリに対して内股で技ありを取った後に小外刈で一蹴して優勝を果たした。4月からは天理大学の大学院に進んで、引き続き細川の指導を受けることになった。選抜体重別では準決勝でパーク24の橋本壮市に大外刈の有効で敗れた。しかしながら、金メダルに近い存在だとして、世界選手権の代表に追加で選出された。8月の世界選手権では最初の3試合を合技、大外刈、合技で一本勝ちすると、準々決勝ではヨーロッパチャンピオンであるイスラエルのサギ・ムキに技ありと有効3つを取って圧勝した。準決勝では安と対戦して指導1と内股の技ありを先取するが、その後に大外返で技ありを取られるも、終盤に裏投げで一本勝ちした。男子では1975年の世界選手権以来40年ぶりの日本選手同士の対決となった決勝では、世界チャンピオンの中矢を小外刈の技ありで破って、2013年以来2年ぶりの世界選手権優勝を果たすこととなった。世界団体では準決勝のドイツ戦のみに出場して大外刈で勝利すると、チームも決勝で韓国を破って優勝を飾った。なお、世界選手権後のインタビューでは、柔道という競技は世界選手権で勝っても世間からは評価されないし、オリンピックに出場できなかった場合や、例え出場しても負けた場合は全く意味をなさなくなる競技なので、オリンピックに出場して必ず金メダルを取りたいし、そういう部分にこそやり甲斐がある。国に1つくらい金メダルしか求められない競技があってもいいのではないかと語った。

#### 2016年
2016年2月のグランプリ・デュッセルドルフでは準決勝で安を内股の技ありで破ると、決勝ではアゼルバイジャンのルスタム・オルジョフを内股の技ありで破って、今大会2連覇を達成した。試合後には、「全ては8月。そこで勝たなければ意味がない」と語った。4月の選抜体重別では決勝で中矢を指導1で破って今大会2年ぶり2度目の優勝を飾り、2016年リオデジャネイロオリンピック代表に選出された。代表決定後の会見では、「全て（の経験）をリオにつなげられればいい。必ず金メダルを獲得したい」とコメントした。5月の強化合宿の際には、2000年シドニーオリンピックで金メダルを獲得した田村亮子の「最高で金、最低で金」を思い起こさせる「最低でも金」というコメントを発した。オリンピックではたとえ調子が良くなくても勝ち切れるだけの実力差を見せ付けたいという。2014年の世界選手権で敗れた際のことを教訓にして、ピークもコンディションも本番に合わせられるように、練習をやりすぎずにオリンピックへ向けた調整を行うことを心がけた。8月のリオデジャネイロオリンピックでは初戦となる2回戦でコスタリカのミゲル・ムリジョを横四方固、3回戦でUAEのビクトル・スクボルトフを内股でそれぞれ破ると、準々決勝ではロンドンオリンピック66kg級金メダリストのジョージアのラシャ・シャフダトゥアシビリを腰車の技ありで破った。準決勝ではベルギーのバンティヘルトから巴投げで技あり、背負投で有効を取った後に巴投げで一本勝ちした。決勝ではオルジョフと対戦すると、内股で技ありを取った後に小内巻込で一本勝ちして、オリンピックにおいて日本男子柔道2大会ぶりの金メダルをもたらした。試合後のインタビューでは次のように語った。「うれしいです。内容的に満足できるものではなかったですけど、柔道の素晴らしさ、強さ、美しさを見ている人に伝えられたと思います。（勝つのが当然という）周りの声が聞こえていたので、当たり前のことを当たり前にやる難しさを味わいました。五輪は独特な雰囲気はありますけど、ふつうの国際大会ですし、気持ちの持ちようだと思います」。今大会における大野の活躍ぶりに筑波大学准教授の山口香は次のようなコメントを寄せた。｢大げさでなく、これは日本柔道の教科書だ」。井上康生や野村忠宏が五輪を去った後、十数年にわたって絶版になっていた教本の新装版がお披露目された。「こういう柔道をしましょうよ」と日本の選手が国内外に手本を示した値打ちは、金メダル1個分にとどまらず、「計り知れないものがある｣｢大野は（外国勢が得意とする）接近戦で相手に譲らなかった。踏ん張る相手を、大外刈りから腰車へと体勢を移しながら強引に横倒しにした。日本人が柔道をするのに、何を譲ることがあると語っているようだった」。
9月にはオリンピックでの活躍が評価されて県民栄誉賞を受賞した。11月、紫綬褒章を受章。
12月にはグランドスラム・東京に出場予定だったが、古傷の右足首を負傷して出場を取りやめた。なお、ファン投票により2016年のIJF年間最優秀選手に選出された。次点のリネールに2倍以上の大差を付けての受賞となった。

#### 2017年
2017年4月の選抜体重別には大学院での修士論文の作成を優先させるため出場を見合わせることになった。これにより世界選手権代表からは外れる。その一方で、オリンピック金メダリストであるために出場資格を有する無差別の全日本選手権に3年ぶりに出場することを決めた。「全日本選手権はオリンピック、世界選手権と同等かそれ以上の価値のある大会。自分がどこまで通用するのか試したい。また、会場の日本武道館は東京オリンピックの会場で、そこで試合をしておきたい」と出場理由を語った。全日本選手権では初戦となる2回戦で90kg級の選手であるJRAの池田賢生と対戦して指導2を先取するも、GSに入ってから指導2で追いつかれると、10分近い戦いの末に大外刈で敗れて初戦突破はならなかった。この結果に関して本人は、「自分が評価することではない。観客やメディアの方に逆に聞きたい」とコメントした。オリンピック以来1年4か月ぶりの国際大会となった12月のグランドスラム・東京では初戦でキルギスタンの選手にGSに入ってから反則勝ちするも、大会前に右膝を負傷した影響などもあって次戦を棄権した。「今無理をするより次につなげるほうがいい、という考えになった。自分自身も悔しいし情けないが、今日の試合が現状の限界。今はこれしかできなかった。この経験をプラスにして、2020年に一番強い選手でありたい」と述べた。

#### 2018年
2018年1月には大外刈を対象とした修士論文を提出したが、その探求過程において自らの大外刈は時代に逆行した古くからある形の技であることを発見したという。2月にはグランドスラム・デュッセルドルフに出場すると、2回戦でヨーロッパチャンピオンであるアゼルバイジャンのヒダヤト・ヘイダロフを技ありで破るなどして決勝まで進むと、オルジョフを内股で破ってオリンピック以来1年半ぶりの国際大会優勝を飾った。なおこの際に、L'Esprit du Judoから73kg級のモーツァルトと称された。4月の体重別では準決勝で講堂学舎の2年先輩にあたる66kg級から階級を上げてきた元世界チャンピオンの海老沼匡に内股で2度技ありを取られて敗れた。この際に、「悔しいけど楽になった。海老沼先輩に土をつけていただき逆に気が引き締まる」とコメントした。世界選手権代表には選ばれなかったが、アジア大会代表には選ばれた。8月のアジア大会では準決勝まで全て一本勝ちすると、決勝では安とGS含めて11分以上の戦いの末に内股で技ありを取って優勝した。ここで引いたら東京オリンピックへの道が断たれるとの強い思いで臨むも、安とはケンカ四つのため相手の引き手がなかなか取れなかったが、「持ちにこい。俺は逃げないぞ」とGSに入ってから相手に合わせて左組みで戦った。結果、大野の内股で安は肩の側面を若干着く形で落ち、試合再開後にジュリーの裁定によりポイントが入る微妙な判定ながらも勝利することとなった。11月のグランドスラム・大阪では準決勝で東海大学3年の立川新を終了間際の内股で破るなど全て一本勝ちして決勝まで進むと、海老沼を隅落の技ありで破って優勝した。

#### 2019年
2019年2月のグランドスラム・デュッセルドルフでは2回戦で格下のイスラエルのトハル・ブトブルに手こずり、9分過ぎにようやく技ありで勝利した。その後は準々決勝でオルジョフを内股で破るなど、全て一本勝ちして決勝まで進むと、海老沼を浮技の技ありで破って優勝した。試合後には、「結果だけを見れば『良かった』となるだろうけど、どうしても内容に目がいく。もやもやするような、我慢の一日だった」とコメントした。また、決勝で対戦した講道学舎の2年先輩である海老沼について、「互いに『矛』対『矛』だと思っている。唯一、命のやりとりのできる相手」と語った。3月には天理大学大学院を修了した。4月の体重別では準決勝で海老沼を谷落の技あり、決勝で橋本を9分30秒もの戦いの末に隅落の技ありで破って優勝を飾り、世界選手権代表に選出された。8月に東京で開催された世界選手権では準々決勝でジョージアのラシャ・シャフダトゥアシビリを大外刈、準決勝で2014年の世界団体で敗れていたロシアのデニス・ヤルツェフを巴投と袈裟固の合技で破ると、オリンピックに続いての決勝対決となったオルジョフを内股で破って、6試合オール一本勝ちして圧倒的な強さで2015年以来3度目となる世界選手権優勝を果たした。この際に次のように語った。「どうせ大野は勝つだろう、という周りからの甘い誘惑に打ち勝つことができた」。世界団体では決勝のフランス戦でギヨーム・シェーヌを開始僅か30秒で内股と巴投の合技で破って、チームの優勝に貢献した。優勝すれば東京オリンピック代表内定の可能性があった11月のグランドスラム・大阪は、左第2指挫傷のため出場を回避することになった。

#### 2020年
2020年2月のグランドスラム・デュッセルドルフでは4回戦でリオデジャネイロオリンピック66kg級金メダリストであるイタリアのファビオ・バシレを内股すかし、その後の準決勝でスウェーデンのトミー・マシアスを内股で破るなど全て一本勝ちして決勝まで進むと、安昌林を内股の技ありで破って今大会3連覇した。その後に開かれた強化委員会で、強化委員全員の満場一致により、東京オリンピック代表が内定した。2番手選手とのこれまでの成績差が歴然だと強化委員の3分の2以上によって判断された場合は東京オリンピック代表が内定することになっていた。代表内定となった大野は、「自分、そして周りが思ってる以上に2連覇は難しいこと。ですが自国開催で2連覇を目指せるということはこれ以上ないモチベーション。覚悟を持って準備するだけ。やるべきことは今までと変わらない」と決意を語った。3月にはコロナウイルスの影響により東京オリンピックの開催が1年ほど延期されることになった事態に対して、「東京五輪がいつ開催になろうと、私たちは決められた試合日に向け最高のパフォーマンスができるように覚悟を持って準備をするだけです」とコメントした。5月に全柔連は常務理事会と強化委員会を開いて、1年延期になった東京オリンピックでは2月に決まっていた代表内定選手の権利を維持する方針を確認した。内定選手は激烈な代表選考をすでに経ているとしたうえで、国際大会の再開が今だ不透明で再選考が容易でないことを最大の理由に挙げている。一方で強化委員長の金野潤は、「現場の監督、コーチが現内定選手で闘う自信をしっかり持っていることが一番の決め手」だと説明した。その後、全柔連の全理事と監事の承認を得て、代表内定選手の維持が正式に決まった。7月には1年延期された東京オリンピックについて、「夢や希望、感動、何でもいい。みんなが苦しい状況の中、何か伝わるような柔道を日本武道館の畳の上で体現することが一番の目標」「その目標を達成するために、五輪連覇は必須条件」とコメントした。また、7月には2年前からスポンサー契約を結んでいるスポーツアパレルブランドChampion（チャンピオン）から自身の監修したトレーニングウェアが販売されることになった。9月には三重県で約半年振りとなる対外稽古を敢行したが、この際に「野球やサッカーのように、柔道も前に進まないといけない。強い思いがあり、参加させていただいた」とコメントした。

#### 2021年
2021年5月には地元の山口市で聖火リレーを務める予定だったが、ロシアでの国際合宿に参加するため辞退した。7月に日本武道館で開催された東京オリンピックでは最初の2試合を一本勝ちすると、準々決勝でオルジョフを内股と小内刈の合技、準決勝でモンゴルのツェンドオチル・ツォグトバータルを技あり、決勝でシャフダトゥアシビリを技ありで破り、リオデジャネイロオリンピックに続いてオリンピック2連覇を達成した。日本の柔道選手としては7人目となるオリンピック連覇ともなった。優勝後のインタビューで次のように語った。「リオデジャネイロ五輪を終えて、苦しくて、つらい日々を凝縮したような、そんな一日の戦いでした」「子供のころ、好きで始めた柔道がリオ以降は嫌いになって、何のために稽古をやっているのだろうと自問自答する日々でした。この大会も“自分は何者なのか”ということを確かめるため、証明するために戦うことができました」「我々アスリートの姿を見て、何か心が動く瞬間があれば、本当に光栄に思います」。東京オリンピック混合団体では初戦のドイツ戦で格下のイゴール・ヴァントケに技ありで敗れるも、準決勝のロシアオリンピック委員会戦ではムサ・モグシコフに一本勝ちした。決勝のフランス戦ではシェーヌと対戦する前にチームが敗れたために出番がなかった。なお、大野が外国人選手に敗れるのは2014年の世界団体でロシアのデニス・ヤルツェフに敗れて以来7年ぶりのことであった。12月には日本スポーツ賞のグランプリに選ばれて、賞金200万円が授与された。

#### 2022年
東京オリンピック柔道男子73kg級において金メダルを獲得した功績をたたえ、2022年2月2日、奈良県天理市の天理郵便局前に記念のゴールドポスト（第62号）が設置された（ゴールドポストプロジェクト）。4月の体重別はケガにより出場を見合わせた。そのため、世界選手権代表には選出されなかった。しかし、アジア大会代表には選ばれた。全日本選手権には推薦で出場するも、初戦で90kg級の選手である自衛隊体育学校の前田宗哉に大外刈で有効を取られて敗れた。試合後に、「自分自身の限界を感じた。『柔よく剛を制す』は幻想にすぎないなと」と述べる一方で、「自分のやりたかったことは軽量級、重量級関係なく真っ向勝負。非現実的な勝負を挑みたかった。やりたいことはできたんじゃないか」と語った。6月にはグランドスラム・ウランバートルに出場予定だったが、「試合ができるレベルまで状態を上げられなかった」として、出場を回避した。12月のグランドスラム・東京は戦う準備を整えることが出来ず出場を取り止めた。

#### 2023年
2023年2月にオリンピックや世界選手権などの国際大会には今後出場しない意向を示した。しかしながら、国内の大会には今後も出場する可能性があるという。3月には第一線から事実上退くことを正式に表明した。その一方で、柔道家に引退はなく一生修業だと考えているとも語った。さらには、「日本柔道は五輪の金メダルが当たり前で、そのハードルの高さをやりがいに競技生活を送ってきた反面、（達成しても）なかなか評価されない切なさも感じていた」と述べた。なお、2024年から2年ほどJOCの海外研修制度を利用して、イギリスで指導者としての研修を積む予定だとも語った。
- 世界ランキングの年度別変遷

|      | 2011年 | 2012年 | 2013年 | 2014年 | 2015年 | 2016年 | 2017年 | 2018年 | 2019年 | 2020年 | 2021年 | 2022年 |
| ---- | ------ | ------ | ------ | ------ | ------ | ------ | ------ | ------ | ------ | ------ | ------ | ------ |
| 順位 | 140    | 10     | 4      | 20     | 6      | 3      | 50     | 15     | 7      | 4      | 14     | 45     |

(出典、JudoInside.com)

## 逸話
畳を離れた大野は「1日1回は汗をかく」ことをモットーとし、試合の後などにはサウナに行くことが楽しみだと言う。サウナ好きの聖地と言われる静岡県静岡市の温浴施設のオフィシャルガイドブックに自らコメントを寄せたほど。将来は「こだわりのサウナ施設を作りたい」と語っている。
柔道とは鬼ごっこだと語っている。

## 柔道スタイル
中学時代の柔道スタイルに関しては2022年の全国小学生学年別柔道大会廃止の際のNHKの取材で「腰を引いて相手にぶら下がるような、魅力のない、本当にきたない柔道をしていた」と振り返っており、中学3年生の時に恩師に「お前の柔道は格好悪い」と指摘され「背筋を伸ばして胸を張り、前に出て大外刈りをかけなさい」と助言を受け、後の大外刈を武器とする柔道スタイルに繋がった。
右組みから繰り出される得意技の内股や大外刈は非常に切れ味鋭く、豪快に相手をなぎ倒す威力を有している。体幹が強く受けも滅法強い。現在の柔道スタイルの原型は中学3年の時に作り出された。とりわけ、大外刈りは引き手で相手の脇を掴みながら仕掛ける独特のスタイルを有している。稽古では1日1000本の打ち込みをこなす。2014年の全日本選手権では優勝した100kg超級の王子谷が対戦した選手で唯一技でのポイントを奪われなかったことや、2016年にスペインのカステイダフェルスで開催された国際合同合宿における乱取りで、テディ・リネールを内股で投げて周囲をざわめかせたことなどからも示されるように、重量級の強豪選手とも渡り合えるだけの力を有している。基本的に一本を取る柔道を理想としているが、最終的には勝たなければ意味がないので勝ちにこだわることに徹底している。きれいに一本勝ちしようと色気を見せると隙が生まれることもあるので、その辺りにも細心の注意を払うように努めている。なお、安のように低い体勢から背負投を繰り出すタイプの選手には深追いせずに、まずは指導を取ってペースを握ることが肝要だとも心掛けている。
オリンピックの60kg級で3大会連続の金メダルを獲得した野村忠宏は大野が高校3年の時に稽古を積んだ際に、その技のスピードや、瞬間のキレ味には大いに驚嘆させられたと語った。また、大野と組んだことのある選手は誰もがその技に恐怖を感じているはずだという。さらに続けて、下半身への手や腕による攻防が禁じられて以降、お互いの間合いが近づいた密着型の接近戦が多くなり、従来以上にパワーが重要になってきたが、長身で力の強い外国選手が上や横から柔道衣を掴んで反則狙いの潰しにかかってくると、普通は腰が落ちて後ろに下がってしまい技を仕掛けることができない。対して、大野の場合は間合いを詰められても体の軸が強力なために体勢が崩れることなく、逆に前に出て相手を投げ切ることが可能となるとも指摘した。
大学時代から大野を指導していて、大野と同じように内股や大外刈を得意にしていた天理大学監督の穴井隆将は、自分が柔だとしたら大野は剛だとした上で、大野の柔道の特徴を次のように語った。「技に入るときの威力、度胸がすごい。大外刈りは返される可能性が小さくない技だから、私は何度もタイミングを測ったものですが、大野は『そこで行くの!?』と思うようなタイミングで行ける強さがある。相手は自分が組み勝っていると思っていても、懐に入ってきたときの大野の威力がすごくて対応できない」。また、穴井からは頻繁に『我慢しろ』という言葉を掛けられるが、その言葉を苦しい場面でも気持ちを切らさず根気よく打ち勝っていくという意味に捉えることで、以前に比べて辛抱を強いられるような試合においても冷静さを維持しながら粘り強く戦えるようになったという。なお、大野自らも自身の柔道を力で真っ向勝負するスタイルだと考えている。崩したりいなしたりする伝統的なスタイルだけでは充分でないと感じており、外国選手にパワーでも負けたくなかったので、ウェイトトレーニングに本格的に取り組んだ。結果として、力と力で勝負をする場面においても、それを真正面から突破できるだけのパワーを身に付けることになった。
2018年になると、筋力増量のためのウエートトレーニングよりも筋肉の瞬発力を鍛えるトレーニングを重視するようになった。右の釣手のみならず左の引き手も決して離さず、両手に一気に力を込めて技を掛け切ることで切れ味が増すようになったという。

## 天理大学柔道部の暴力問題
2013年9月には、天理大学柔道部で5月から7月にかけて天理大学柔道部4年生の男子部員4名が、1年生部員複数に対して暴力を振るい、そのうちの1名が鼓膜を破るなどのケガをしていたことが明らかになった。柔道部主将の大野も暴行現場に居合わせたものの、直接暴力は振るっていないという。大野は「（暴行を）止められず、ふがいない。申し訳ない」と弁明した。また、柔道部部長の藤猪省太や監督の土佐三郎らとともに暴行を受けた1年生部員の自宅に赴いて、「申し訳なかった。これからは自分が4年生をきちんと指導する」と述べたという。
大学側はこの件を謝罪するとともに、大野は暴行現場には居合わせたものの、直接暴力とは関わっていなかったので世界選手権の出場を黙認したと説明した。
9月5日に大学側はこの件で柔道部部長の藤猪と監督の土佐を解任するとともに、大野を主将の任から解くことも発表した。柔道部に対しても再発防止策が確認されるまで無期限の活動停止処分を下すことになった。さらに全柔連専務理事の近石康宏は、今後の展開次第では世界チャンピオンである大野が全柔連の強化指定選手から外される可能性もあることを示唆した。9月11日に天理大は大野を含む4年生の部員5人を30日の停学処分にしたと発表した。それによれば、大野は1年生1人に対して平手打ちを2回したとのこと。その一方で、実際に大野は暴力を振るっていなかったが、4年生の就職に影響が出てくることを恐れた大学側のたっての頼みで、一度は断った要請を飲んで暴力問題への関与を認める汚れ役を敢えて引き受けたと報じる向きもある。また、後に大野本人も、同級生の内定事情などを考慮した上であえて罪を被ったと語っている。事件があった当日は世界選手権の強化合宿があって不在だったとしている。｢俺に十字架を背負わすのか？これが大人のやり方か！｣と、この当時思ったという。このこともあって一時は現役引退も考えたが、結果として思いとどまった。
9月18日に全柔連は懲罰委員会を開いて、暴力行為に関わった大野ら4年生9名に3ヶ月の登録停止処分を下したことを発表した。これにより、大野は全柔連の強化指定選手を外された。復帰は処分明けに検討されることになった。
10月12日には、停学処分の解けた大野を含めた天理大学柔道部が東日本大震災復興支援プロジェクトの一環として、宮城県七ケ浜町で仮設住宅の雨どいの清掃作業などのボランティア活動を行った。この際に「主将として管理しなくてはいけなかった。申し訳ないと思っています。気持ちを新たに頑張りたい」と語った。暴力問題後、全柔連からボランティア活動を求められていた天理大学柔道部は、停学期間中だった大野らを含めてすでに奈良県内や学内において清掃活動に従事していた。
11月5日には大学当局から活動の一部再開が認められて、大野も早速練習に取り組むことになった。
2014年1月5日には強化指定選手に復帰することになり、全日本の強化合宿に参加した。その後の記者会見で、「人間としてどうあるべきか、改めて考えさせられる3か月でした」と事件を振り返るとともに、「ご迷惑をかけ、本当に申し訳ないと思っています」と改めて謝罪した。続けて「最強かつ最高の選手になれるように努力したい」とも語った。

## 戦績
- 2006年 - 近代柔道杯 団体戦 5位
- 2006年 - 全国中学校柔道大会 団体戦 5位
- 2006年 - マルちゃん杯 団体戦 5位
- 2007年 - 金鷲旗 5位
- 2008年 - インターハイ 優勝
- 2009年 - 全国高校選手権 5位
- 2009年 - 金鷲旗 5位
- 2010年 - フランスジュニア国際 優勝
- 2010年 - 全日本ジュニア 5位
- 2010年 - グランドスラム・東京 5位
- 2011年 - 全日本ジュニア 優勝
- 2011年 - 世界ジュニア 優勝
- 2012年 - ワールドカップ・オーバーヴァルト 優勝
- 2012年 - アジア選手権 個人戦 2位 団体戦 2位
- 2012年 - 選抜体重別 2位
- 2012年 -　優勝大会 5位
- 2012年 - 学生体重別 3位
- 2012年 - 講道館杯 優勝
- 2012年 - グランドスラム・東京 優勝
- 2013年 - グランドスラム・パリ 3位
- 2013年 - 全日本選抜柔道体重別選手権大会 3位
- 2013年 - 世界選手権 個人戦 優勝 団体戦 3位
- 2014年 - 全日本選抜柔道体重別選手権大会 優勝
- 2014年 - 世界団体 優勝
- 2014年 - グランドスラム・東京 2位
- 2015年 - グランプリ・デュッセルドルフ 優勝
- 2015年 - 全日本選抜柔道体重別選手権大会 3位
- 2015年 - 世界選手権 優勝
- 2015年 - 世界団体 優勝
- 2016年 - グランプリ・デュッセルドルフ 優勝
- 2016年 - 全日本選抜柔道体重別選手権大会 優勝
- 2016年 - リオデジャネイロオリンピック 優勝
- 2018年 -　グランドスラム・デュッセルドルフ 優勝
- 2018年 - 全日本選抜柔道体重別選手権大会 3位
- 2018年 - アジア大会 優勝
- 2018年 -　グランドスラム・大阪 優勝
- 2019年 - グランドスラム・デュッセルドルフ 優勝
- 2019年 - 全日本選抜柔道体重別選手権大会 優勝
- 2019年 - 世界選手権 優勝
- 2019年 - 世界団体 優勝
- 2020年 -　グランドスラム・デュッセルドルフ 優勝
- 2021年 -　東京オリンピック 優勝
- 2021年 -　東京オリンピック混合団体 2位

（出典、JudoInside.com）

## 有力選手との対戦成績
(2023年3月現在)
| 国籍                 | 選手名                         | 内容   |
| -------------------- | ------------------------------ | ------ |
| 日本の旗             | 中矢力                         | 4勝1敗 |
| 日本の旗             | 橋本壮市                       | 2勝2敗 |
| 日本の旗             | 秋本啓之                       | 2敗    |
| 日本の旗             | 海老沼匡                       | 3勝1敗 |
| 大韓民国の旗         | 安昌林                         | 6勝    |
| モンゴルの旗         | サインジャルカル・ニャムオチル | 4勝1敗 |
| イスラエルの旗       | サギ・ムキ                     | 2勝    |
| ジョージア (国)の旗  | ラシャ・シャヴダトゥアシヴィリ | 3勝    |
| ジョージア (国)の旗  | ヌグザリ・タタラシビリ         | 2勝    |
| オランダの旗         | デックス・エレモント           | 2勝    |
| アゼルバイジャンの旗 | ルスタム・オルジョフ           | 6勝    |
| アゼルバイジャンの旗 | ヒダヤト・ヘイダロフ           | 1勝    |

(参考資料：ベースボールマガジン社発行の近代柔道バックナンバー、JudoInside.com等)

## IJFワールド柔道ツアーにおける獲得賞金一覧
| 大会                                 | 開催日        | 順位          | 獲得賞金   |
| ------------------------------------ | ------------- | ------------- | ---------- |
| グランドスラム・東京2012             | 2012年12月1日 | 優勝          | 5,000ドル  |
| グランドスラム・パリ2013             | 2013年2月9日  | 3位           | 1,500ドル  |
| 2013年世界柔道選手権大会             | 2013年8月28日 | 優勝          | 6,000ドル  |
| グランドスラム・東京2014             | 2014年12月6日 | 2位           | 2,400ドル  |
| グランプリ・デュッセルドルフ         | 2015年2月21日 | 優勝          | 2,400ドル  |
| 2015年世界柔道選手権大会             | 2015年8月26日 | 優勝          | 7,200ドル  |
| グランプリ・デュッセルドルフ         | 2016年2月20日 | 優勝          | 2,400ドル  |
| グランプリ・デュッセルドルフ         | 2018年2月24日 | 優勝          | 4,000ドル  |
| 2019年世界柔道選手権大会             | 2019年8月27日 | 優勝          | 20,800ドル |
| グランドスラム・デュッセルドルフ2019 | 2019年2月23日 | 優勝          | 4,000ドル  |
| グランドスラム・デュッセルドルフ2020 | 2020年2月22日 | 優勝          | 4,000ドル  |
| 総計 / 11大会                        | 総計 / 11大会 | 総計 / 11大会 | 59,700ドル |

- 日本選手の場合は、獲得賞金の半分は全柔連の取り分となっていたが、2013年3月からは競技者規定が改訂されて、賞金は全額選手が受け取れることになった[139]。2014年7月からはIJF主催の各大会でコーチにも賞金が支給されるようになったために、選手の賞金が従来の2割減となった[140]。

## 出演

### CM
- 総務省「マイナンバーカード普及促進」「練習したい大野さん」篇（2021年12月1日 - ）[141]